# Ноториктові
Notoryctidae — родина ссавців, що об'єднує кілька сучасних і викопних видів Австралії.
Група, схоже, відокремилася від інших сумчастих на ранній стадії та високоспеціалізована на добуванні їжі через сипучий пісок. Незвичайні риси свідчать про унікальну родину, розміщене в таксономічному порядку Notoryctemorphia Aplin & Archer, 1987. Очі та зовнішні вуха у сучасних видів відсутні, ніс закритий, рот зменшений у розмірах, і вони використовують пари добре розвинутих кігтів для пересування під піском.